# 17e étape du Tour de France 2014
Pour un article plus général, voir Tour de France 2014.
La 17e étape du Tour de France 2014 s'est déroulée le mercredi 23 juillet 2014 entre Saint-Gaudens et Saint-Lary-Soulan-Pla d'Adet.

## Résultats

### Classement de l'étape
| Classement de la 17e étape | Classement de la 17e étape | Classement de la 17e étape | Classement de la 17e étape | Classement de la 17e étape |
|                            | Coureur                    | Pays                       | Équipe                     | Temps                      |
| -------------------------- | -------------------------- | -------------------------- | -------------------------- | -------------------------- |
| 1er                        | Rafał Majka                | Pologne                    | Tinkoff-Saxo               | en 3 h 35 min 23 s         |
| 2e                         | Giovanni Visconti          | Italie                     | Movistar                   | + 29 s                     |
| 3e                         | Vincenzo Nibali            | Italie                     | Astana                     | + 46 s                     |
| 4e                         | Jean-Christophe Péraud     | France                     | AG2R La Mondiale           | + 46 s                     |
| 5e                         | Alessandro De Marchi       | Italie                     | Cannondale                 | + 49 s                     |
| 6e                         | Pierre Rolland             | France                     | Europcar                   | + 52 s                     |
| 7e                         | Fränk Schleck              | Luxembourg                 | Trek Factory Racing        | + 1 min 12 s               |
| 8e                         | Bauke Mollema              | Pays-Bas                   | Belkin                     | + 1 min 12 s               |
| 9e                         | Nicolas Roche              | Irlande                    | Tinkoff-Saxo               | + 1 min 25 s               |
| 10e                        | Alejandro Valverde         | Espagne                    | Movistar                   | + 1 min 35 s               |
| modifier                   |                            |                            |                            |                            |

### Points attribués
| Sprint intermédiaire de Saint-Béat (km 31,0) | Sprint intermédiaire de Saint-Béat (km 31,0) | Sprint intermédiaire de Saint-Béat (km 31,0) | Sprint intermédiaire de Saint-Béat (km 31,0) | Sprint intermédiaire de Saint-Béat (km 31,0) |
| -------------------------------------------- | -------------------------------------------- | -------------------------------------------- | -------------------------------------------- | -------------------------------------------- |
|                                              | Coureur                                      | Pays                                         | Équipe                                       | Point(s)                                     |
| 1er                                          | Blel Kadri                                   | France                                       | AG2R La Mondiale                             | 20                                           |
| 2e                                           | Martin Elmiger                               | Suisse                                       | IAM                                          | 17                                           |
| 3e                                           | Sérgio Paulinho                              | Portugal                                     | Tinkoff-Saxo                                 | 15                                           |
| 4e                                           | Tom-Jelte Slagter                            | Pays-Bas                                     | Garmin-Sharp                                 | 13                                           |
| 5e                                           | Jens Voigt                                   | Allemagne                                    | Trek Factory Racing                          | 11                                           |
| 6e                                           | Cyril Gautier                                | France                                       | Europcar                                     | 10                                           |
| 7e                                           | Yukiya Arashiro                              | Japon                                        | Europcar                                     | 9                                            |
| 8e                                           | Nicolas Edet                                 | France                                       | Cofidis                                      | 8                                            |
| 9e                                           | Bryan Coquard                                | France                                       | Europcar                                     | 7                                            |
| 10e                                          | Peter Sagan                                  | Slovaquie                                    | Cannondale                                   | 6                                            |
| 11e                                          | Yohann Gène                                  | France                                       | Europcar                                     | 5                                            |
| 12e                                          | Gatis Smukulis                               | Lettonie                                     | Katusha                                      | 4                                            |
| 13e                                          | Vladimir Isaychev                            | Russie                                       | Katusha                                      | 3                                            |
| 14e                                          | Luca Paolini                                 | Italie                                       | Katusha                                      | 2                                            |
| 15e                                          | Lieuwe Westra                                | Pays-Bas                                     | Astana                                       | 1                                            |
| modifier                                     |                                              |                                              |                                              |                                              |

| Classement de l'étape | Classement de l'étape  | Classement de l'étape | Classement de l'étape | Classement de l'étape |
| --------------------- | ---------------------- | --------------------- | --------------------- | --------------------- |
|                       | Coureur                | Pays                  | Équipe                | Point(s)              |
| 1er                   | Rafał Majka            | Pologne               | Tinkoff-Saxo          | 20                    |
| 2e                    | Giovanni Visconti      | Italie                | Movistar              | 17                    |
| 3e                    | Vincenzo Nibali        | Italie                | Astana                | 15                    |
| 4e                    | Jean-Christophe Péraud | France                | AG2R La Mondiale      | 13                    |
| 5e                    | Alessandro De Marchi   | Italie                | Cannondale            | 11                    |
| 6e                    | Pierre Rolland         | France                | Europcar              | 10                    |
| 7e                    | Fränk Schleck          | Luxembourg            | Trek Factory Racing   | 9                     |
| 8e                    | Bauke Mollema          | Pays-Bas              | Belkin                | 8                     |
| 9e                    | Nicolas Roche          | Irlande               | Tinkoff-Saxo          | 7                     |
| 10e                   | Alejandro Valverde     | Espagne               | Movistar              | 6                     |
| 11e                   | Thibaut Pinot          | France                | FDJ.fr                | 5                     |
| 12e                   | Romain Bardet          | France                | AG2R La Mondiale      | 4                     |
| 13e                   | Tejay van Garderen     | États-Unis            | BMC Racing            | 3                     |
| 14e                   | Laurens ten Dam        | Pays-Bas              | Belkin                | 2                     |
| 15e                   | Ion Izagirre           | Espagne               | Movistar              | 1                     |
| modifier              |                        |                       |                       |                       |

### Cols et côtes
| Col du Portillon (km 57,5) 1re catégorie | Col du Portillon (km 57,5) 1re catégorie | Col du Portillon (km 57,5) 1re catégorie | Col du Portillon (km 57,5) 1re catégorie | Col du Portillon (km 57,5) 1re catégorie |
| ---------------------------------------- | ---------------------------------------- | ---------------------------------------- | ---------------------------------------- | ---------------------------------------- |
|                                          | Coureur                                  | Pays                                     | Équipe                                   | Point(s)                                 |
| 1er                                      | Joaquim Rodríguez                        | Espagne                                  | Katusha                                  | 10                                       |
| 2e                                       | Nicolas Roche                            | Irlande                                  | Tinkoff-Saxo                             | 8                                        |
| 3e                                       | Kristijan Đurasek                        | Croatie                                  | Lampre-Merida                            | 6                                        |
| 4e                                       | Alessandro De Marchi                     | Italie                                   | Cannondale                               | 4                                        |
| 5e                                       | Bauke Mollema                            | Pays-Bas                                 | Belkin                                   | 2                                        |
| 6e                                       | Rein Taaramäe                            | Estonie                                  | Cofidis                                  | 1                                        |
| modifier                                 |                                          |                                          |                                          |                                          |

| Col de Peyresourde (km 82,0) 1re catégorie | Col de Peyresourde (km 82,0) 1re catégorie | Col de Peyresourde (km 82,0) 1re catégorie | Col de Peyresourde (km 82,0) 1re catégorie | Col de Peyresourde (km 82,0) 1re catégorie |
| ------------------------------------------ | ------------------------------------------ | ------------------------------------------ | ------------------------------------------ | ------------------------------------------ |
|                                            | Coureur                                    | Pays                                       | Équipe                                     | Point(s)                                   |
| 1er                                        | Vasil Kiryienka                            | Biélorussie                                | Sky                                        | 10                                         |
| 2e                                         | Nicolas Roche                              | Irlande                                    | Tinkoff-Saxo                               | 8                                          |
| 3e                                         | Jesús Herrada                              | Espagne                                    | Movistar                                   | 6                                          |
| 4e                                         | Joaquim Rodríguez                          | Espagne                                    | Katusha                                    | 4                                          |
| 5e                                         | Rafał Majka                                | Pologne                                    | Tinkoff-Saxo                               | 2                                          |
| 6e                                         | Ion Izagirre                               | Espagne                                    | Movistar                                   | 1                                          |
| modifier                                   |                                            |                                            |                                            |                                            |

| Col de Val Louron-Azet (km 102,5) 1re catégorie | Col de Val Louron-Azet (km 102,5) 1re catégorie | Col de Val Louron-Azet (km 102,5) 1re catégorie | Col de Val Louron-Azet (km 102,5) 1re catégorie | Col de Val Louron-Azet (km 102,5) 1re catégorie |
| ----------------------------------------------- | ----------------------------------------------- | ----------------------------------------------- | ----------------------------------------------- | ----------------------------------------------- |
|                                                 | Coureur                                         | Pays                                            | Équipe                                          | Point(s)                                        |
| 1er                                             | Joaquim Rodríguez                               | Espagne                                         | Katusha                                         | 10                                              |
| 2e                                              | Rafał Majka                                     | Pologne                                         | Tinkoff-Saxo                                    | 8                                               |
| 3e                                              | Ion Izagirre                                    | Espagne                                         | Movistar                                        | 6                                               |
| 4e                                              | Bauke Mollema                                   | Pays-Bas                                        | Belkin                                          | 4                                               |
| 5e                                              | Peter Velits                                    | Slovaquie                                       | BMC Racing                                      | 2                                               |
| 6e                                              | Amaël Moinard                                   | France                                          | BMC Racing                                      | 1                                               |
| modifier                                        |                                                 |                                                 |                                                 |                                                 |

| Montée de Saint-Lary Pla d'Adet (km 124,5) Hors catégorie | Montée de Saint-Lary Pla d'Adet (km 124,5) Hors catégorie | Montée de Saint-Lary Pla d'Adet (km 124,5) Hors catégorie | Montée de Saint-Lary Pla d'Adet (km 124,5) Hors catégorie | Montée de Saint-Lary Pla d'Adet (km 124,5) Hors catégorie |
| --------------------------------------------------------- | --------------------------------------------------------- | --------------------------------------------------------- | --------------------------------------------------------- | --------------------------------------------------------- |
|                                                           | Coureur                                                   | Pays                                                      | Équipe                                                    | Point(s)                                                  |
| 1er                                                       | Rafał Majka                                               | Pologne                                                   | Tinkoff-Saxo                                              | 50                                                        |
| 2e                                                        | Giovanni Visconti                                         | Italie                                                    | Movistar                                                  | 40                                                        |
| 3e                                                        | Vincenzo Nibali                                           | Italie                                                    | Astana                                                    | 32                                                        |
| 4e                                                        | Jean-Christophe Péraud                                    | France                                                    | AG2R La Mondiale                                          | 28                                                        |
| 5e                                                        | Alessandro De Marchi                                      | Italie                                                    | Cannondale                                                | 24                                                        |
| 6e                                                        | Pierre Rolland                                            | France                                                    | Europcar                                                  | 20                                                        |
| 7e                                                        | Fränk Schleck                                             | Luxembourg                                                | Trek Factory Racing                                       | 16                                                        |
| 8e                                                        | Bauke Mollema                                             | Pays-Bas                                                  | Belkin                                                    | 12                                                        |
| 9e                                                        | Nicolas Roche                                             | Irlande                                                   | Tinkoff-Saxo                                              | 8                                                         |
| 10e                                                       | Alejandro Valverde                                        | Espagne                                                   | Movistar                                                  | 4                                                         |
| modifier                                                  |                                                           |                                                           |                                                           |                                                           |

## Classements à l'issue de l'étape

### Classement général
| Classement général | Classement général     | Classement général | Classement général | Classement général  |
|                    | Coureur                | Pays               | Équipe             | Temps               |
| ------------------ | ---------------------- | ------------------ | ------------------ | ------------------- |
| 1er                | Vincenzo Nibali        | Italie             | Astana             | en 76 h 41 min 28 s |
| 2e                 | Alejandro Valverde     | Espagne            | Movistar           | + 5 min 26 s        |
| 3e                 | Thibaut Pinot          | France             | FDJ.fr             | + 6 min 0 s         |
| 4e                 | Jean-Christophe Péraud | France             | AG2R La Mondiale   | + 6 min 8 s         |
| 5e                 | Romain Bardet          | France             | AG2R La Mondiale   | + 7 min 34 s        |
| 6e                 | Tejay van Garderen     | États-Unis         | BMC Racing         | + 10 min 19 s       |
| 7e                 | Bauke Mollema          | Pays-Bas           | Belkin             | + 11 min 59 s       |
| 8e                 | Laurens ten Dam        | Pays-Bas           | Belkin             | + 12 min 16 s       |
| 9e                 | Leopold König          | Tchéquie           | NetApp-Endura      | + 12 min 40 s       |
| 10e                | Pierre Rolland         | France             | Europcar           | + 13 min 15 s       |
| modifier           |                        |                    |                    |                     |

### Classement par points
| Classement par points | Classement par points | Classement par points | Classement par points | Classement par points |
| --------------------- | --------------------- | --------------------- | --------------------- | --------------------- |
|                       | Coureur               | Pays                  | Équipe                | Point(s)              |
| 1er                   | Peter Sagan           | Slovaquie             | Cannondale            | 408 points            |
| 2e                    | Bryan Coquard         | France                | Europcar              | 233 pts               |
| 3e                    | Alexander Kristoff    | Norvège               | Katusha               | 217 pts               |
| modifier              |                       |                       |                       |                       |

### Classement du meilleur grimpeur
| Classement du meilleur grimpeur | Classement du meilleur grimpeur | Classement du meilleur grimpeur | Classement du meilleur grimpeur | Classement du meilleur grimpeur |
| ------------------------------- | ------------------------------- | ------------------------------- | ------------------------------- | ------------------------------- |
|                                 | Coureur                         | Pays                            | Équipe                          | Point(s)                        |
| 1er                             | Rafał Majka                     | Pologne                         | Tinkoff-Saxo                    | 149 points                      |
| 2e                              | Vincenzo Nibali                 | Italie                          | Astana                          | 118 pts                         |
| 3e                              | Joaquim Rodríguez               | Espagne                         | Katusha                         | 112 pts                         |
| modifier                        |                                 |                                 |                                 |                                 |

### Classement du meilleur jeune
| Classement général du meilleur jeune | Classement général du meilleur jeune | Classement général du meilleur jeune | Classement général du meilleur jeune | Classement général du meilleur jeune |
|                                      | Coureur                              | Pays                                 | Équipe                               | Temps                                |
| ------------------------------------ | ------------------------------------ | ------------------------------------ | ------------------------------------ | ------------------------------------ |
| 1er                                  | Thibaut Pinot                        | France                               | FDJ.fr                               | en 76 h 47 min 28 s                  |
| 2e                                   | Romain Bardet                        | France                               | AG2R La Mondiale                     | + 1 min 34 s                         |
| 3e                                   | Michał Kwiatkowski                   | Pologne                              | Omega Pharma-Quick Step              | + 30 min 41 s                        |
| modifier                             |                                      |                                      |                                      |                                      |

### Classement par équipes
| Classement par équipes | Classement par équipes | Classement par équipes | Classement par équipes |
|                        | Équipe                 | Pays                   | Temps                  |
| ---------------------- | ---------------------- | ---------------------- | ---------------------- |
| 1re                    | AG2R La Mondiale       | France                 | en 230 h 20 min 30 s   |
| 2e                     | Belkin                 | Pays-Bas               | + 28 min 43 s          |
| 3e                     | Movistar               | Espagne                | + 52 min 30 s          |
| modifier               |                        |                        |                        |

## Abandons
- Simon Gerrans : non-partant
- Reto Hollenstein : non-partant
- Simon Špilak : abandon